# Primula zeylanica
Primula zeylanica är en viveväxtart som beskrevs av Charadze och Kapell. Primula zeylanica ingår i släktet vivor, och familjen viveväxter. Inga underarter finns listade i Catalogue of Life.